# Madalene Mitongu Ntumba
Madalene Mitongu Ntumba (Milano, 23 marzo 1981) è un'ex cestista italiana.
Centro di 183 cm..

## Carriera
Ha giocato in Serie A1 femminile con la Reyer Venezia, con la Dike Basket Napoli e con la Pallacanestro Torino dove ha chiuso la carriera.

## Palmarès
- Coppa Italia di Serie A2: 1
Napoli: 2013-14
- Campionato italiano di Serie A2: 1
Torino: 2014-15